# Le retour à la raison
Le retour à la raison är en fransk kortfilm från 1923 i regi av Man Ray. Filmen är tre minuter lång.